# Rallye d'Écosse
Le Rallye d'Écosse (ou Arnold Clark Scottish Rally)  est une compétition annuelle de rallye automobile sur terre.

## Histoire

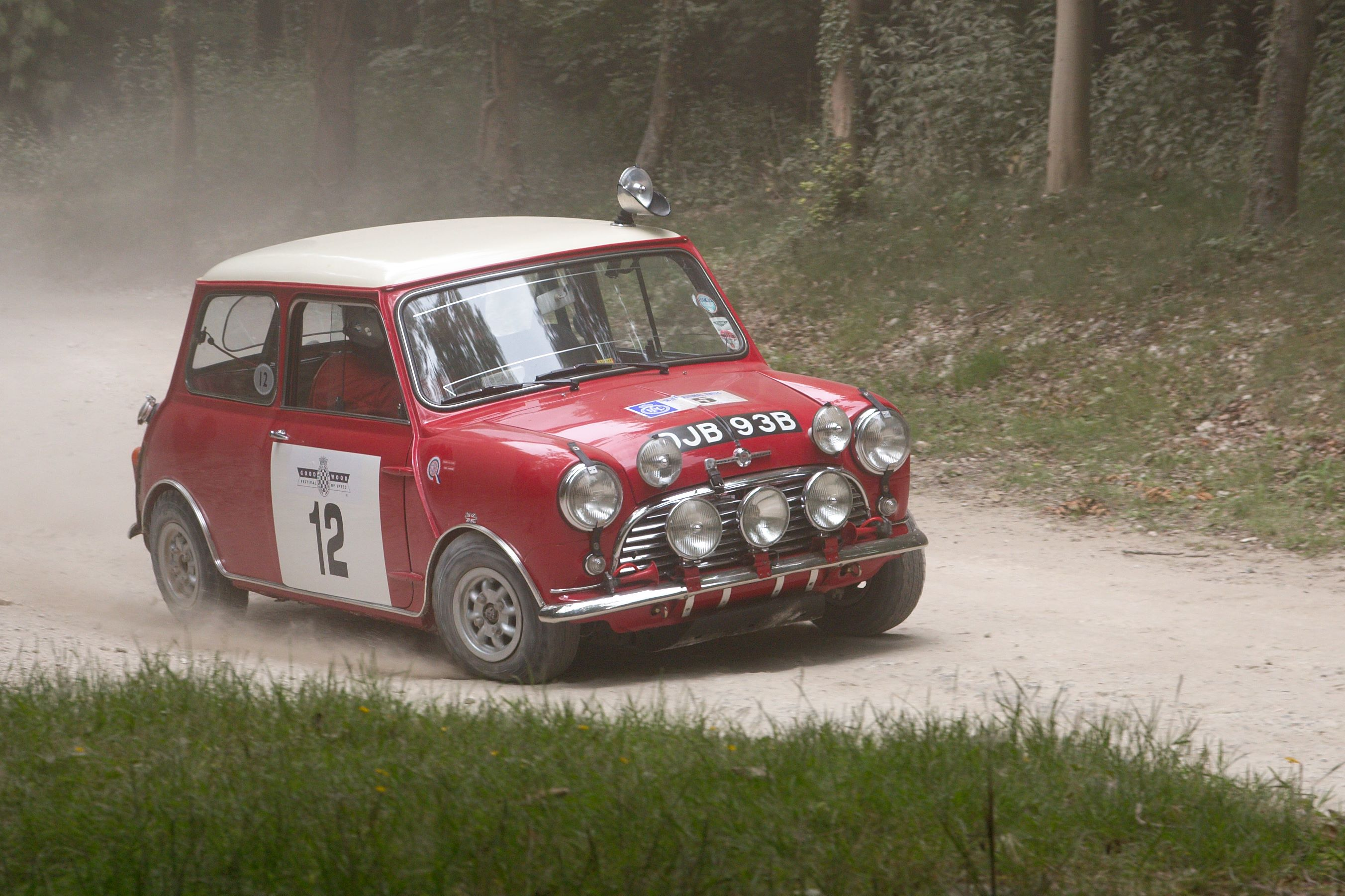
La Mini Morris S, véhicule qui remporta l'épreuve en 1966 (et le RAC Rally en 1965).

Chaque année l'épreuve se déroule durant le mois de juin. Son parcours-type passe par Glasgow, Perth, Inverness, et Dunoon. Cependant durant les quinze années passées le trajet s'est plutôt recentré sur Dumfries (sud-ouest écossais).
Durant les années 1970 et 80, les pilotes finlandais furent souvent présents et tirèrent avantage de ces parcours arborés, tout particulièrement Hannu Mikkola (vainqueur à cinq reprises, Roger Clark étant le recordman de l'épreuve avec une longueur d'avance).
Depuis 2000 il est comptabilisé tant en championnat écossais (SRC) que britannique (BRC). Il ne faut pas confondre cette épreuve avec le rallye écossais créé spécifiquement pour le championnat intercontinental IRC, entre 2009 et 2011.
Au total, cinq champions du monde ont inscrit leur nom au palmarès de cette épreuve.

## Palmarès
| Année                                                            |                                                          | Pilote                                                   | Copilote                                                 | Voiture                                                  | Championnat international                                |
| ---------------------------------------------------------------- | -------------------------------------------------------- | -------------------------------------------------------- | -------------------------------------------------------- | -------------------------------------------------------- | -------------------------------------------------------- |
| Entre 1932 (1re édition) et 1959 (16e), pas de vainqueur unique. |                                                          |                                                          |                                                          |                                                          |                                                          |
| 1960                                                             | Épreuve annulé (nombre d'inscrits insuffisant)           | Épreuve annulé (nombre d'inscrits insuffisant)           | Épreuve annulé (nombre d'inscrits insuffisant)           | Épreuve annulé (nombre d'inscrits insuffisant)           | Épreuve annulé (nombre d'inscrits insuffisant)           |
| 1961                                                             | 17º Scottish Rally                                       | John Melvin                                              | Anne Melvin                                              | Sunbeam Alpine                                           |                                                          |
| 1962                                                             | 18º Scottish Rally                                       | Andrew Cowan                                             | David Thomson                                            | Sunbeam Rapier                                           |                                                          |
| 1963                                                             | 19º Scottish Rally                                       | Andrew Cowan                                             | David Thomson                                            | Sunbeam Rapier                                           |                                                          |
| 1964                                                             | 20º Scottish Rally                                       | Roger Clark                                              | Jim Porter                                               | Ford Cortina GT                                          |                                                          |
| 1965                                                             | 21º Scottish Rally                                       | Roger Clark                                              | Jim Porter                                               | Ford Cortina GT                                          |                                                          |
| 1966                                                             | 22º Scottish Rally                                       | Tony Fall                                                | Mike Wood                                                | Mini Cooper S                                            |                                                          |
| 1967                                                             | 23º Scottish Rally                                       | Roger Clark                                              | Jim Porter                                               | Ford Cortina GT                                          |                                                          |
| 1968                                                             | 24º Scottish Rally                                       | Roger Clark                                              | Jim Porter                                               | Ford Escort RS1600                                       |                                                          |
| 1969                                                             | 25º Scottish Rally                                       | Simo Lampinen                                            | Arne Hertz                                               | Saab 96                                                  |                                                          |
| 1970                                                             | 26º Scottish Rally                                       | Brian Culcheth                                           | Johnstone Syer                                           | Triumph 2.5 Pi                                           |                                                          |
| 1971                                                             | 27º Scottish Rally                                       | Chris Sclater                                            | John Davenport                                           | Ford Escort RS1600                                       |                                                          |
| 1972                                                             | 28º Scottish Rally                                       | Hannu Mikkola                                            | Hamish Cardno                                            | Ford Escort RS1600                                       |                                                          |
| 1973                                                             | 29º Scottish Rally                                       | Roger Clark                                              | Jim Porter                                               | Ford Escort RS1600                                       |                                                          |
| 1974                                                             | Épreuve annulée (grève des chauffeurs de camion-citerne) | Épreuve annulée (grève des chauffeurs de camion-citerne) | Épreuve annulée (grève des chauffeurs de camion-citerne) | Épreuve annulée (grève des chauffeurs de camion-citerne) | Épreuve annulée (grève des chauffeurs de camion-citerne) |
| 1975                                                             | 30º Scottish Rally                                       | Roger Clark (6)                                          | Jim Porter                                               | Ford Escort RS1600                                       |                                                          |
| 1976                                                             | 31º Scottish Rally                                       | Russell Brookes                                          | John Brown                                               | Ford Escort RS1800                                       |                                                          |
| 1977                                                             | 32º Scottish Rally                                       | Ari Vatanen                                              | Peter Bryant                                             | Ford Escort RS1800                                       | ERC                                                      |
| 1978                                                             | 33º Scottish Rally                                       | Hannu Mikkola                                            | Arne Hertz                                               | Ford Escort RS1800                                       | FIACD (Coupe FIA 2L), ERC                                |
| 1979                                                             | 34º Scottish Rally                                       | Pentti Airikkala                                         | Risto Virtanen                                           | Vauxhall Chevette                                        |                                                          |
| 1980                                                             | 35º Scottish Rally                                       | Hannu Mikkola                                            | Arne Hertz                                               | Ford Escort RS1800                                       |                                                          |
| 1981                                                             | 36º Scottish Rally                                       | Tony Pond                                                | Mike Nicholson                                           | Vauxhall Chevette                                        |                                                          |
| 1982                                                             | 37º Scottish Rally                                       | Hannu Mikkola                                            | Arne Hertz                                               | Audi Quattro                                             | ERC                                                      |
| 1983                                                             | 38º Scottish Rally                                       | Stig Blomqvist                                           | Björn Cederberg                                          | Audi Quattro                                             | ERC                                                      |
| 1984                                                             | 39º Scottish Rally                                       | Hannu Mikkola (5)                                        | Phil Short                                               | Audi Quattro A2                                          |                                                          |
| 1985                                                             | 40º Scottish Rally                                       | Malcolm Wilson                                           | Nigel Harris                                             | Audi Quattro A1                                          |                                                          |
| 1986                                                             | 41º Scottish Rally                                       | Mikael Sundström                                         | Voitto Silander                                          | Peugeot 205 T16                                          |                                                          |
| 1987                                                             | 42º Scottish Rally                                       | David Llewellin                                          | Phil Short                                               | Audi Quattro                                             |                                                          |
| 1988                                                             | 43º Scottish Rally                                       | Jimmy McRae                                              | Rob Arthur                                               | Ford Sierra RS Cosworth                                  |                                                          |
| 1989                                                             | 44º Scottish Rally                                       | David Llewellin                                          | Phil Short                                               | Toyota Celica GT-Four ST165                              |                                                          |
| 1990                                                             | 45º Scottish Rally                                       | David Llewellin                                          | Phil Short                                               | Toyota Celica GT-Four ST165                              |                                                          |
| 1991                                                             | 46º Scottish Rally                                       | Colin McRae                                              | Derek Ringer                                             | Subaru Legacy RS                                         |                                                          |
| 1992                                                             | 47º Scottish Rally                                       | Colin McRae                                              | Derek Ringer                                             | Subaru Legacy RS                                         |                                                          |
| 1993                                                             | 48º Scottish Rally                                       | Richard Burns                                            | Robert Reid                                              | Subaru Legacy RS                                         |                                                          |
| 1994                                                             | 49º Scottish Rally                                       | Malcolm Wilson                                           | Bryan Thomas                                             | Ford Sierra RS Cosworth                                  |                                                          |
| 1995                                                             | 50º Scottish Rally                                       | Tomas Abrahamsson                                        | Mike Kidd                                                | Ford Escort RS Cosworth                                  |                                                          |
| 1996                                                             | 51º Scottish Rally                                       | Harri Rovanperä                                          | Juha Repo                                                | Mitsubishi Lancer Evolution III                          |                                                          |
| 1997                                                             | 52º Scottish Rally                                       | Alister McRae                                            | David Senior                                             | VW Golf GTi Kit Car                                      |                                                          |
| 1998                                                             | 53º Scottish Rally                                       | Alister McRae                                            | David Senior                                             | VW Golf GTi Kit Car                                      |                                                          |
| 1999                                                             | 54º Scottish Rally                                       | Tapio Laukkanen                                          | Kaj Lindstrom                                            | Renault Maxi Mégane                                      |                                                          |
| 2000                                                             | 55º Scottish Rally                                       | Tapio Laukkanen                                          | Kaj Lindstrom                                            | VW Golf                                                  |                                                          |
| 2001                                                             | 56º Scottish Rally                                       | Dave Weston                                              | Neil Shanks                                              | Subaru Impreza WRC                                       |                                                          |
| 2002                                                             | 57º Scottish Rally                                       | Jonny Milner                                             | Nicky Beech                                              | Toyota Corolla WRC                                       |                                                          |
| 2003                                                             | 58º Scottish Rally                                       | Jonny Milner                                             | Nicky Beech                                              | Toyota Corolla WRC                                       |                                                          |
| 2004                                                             | 59º Scottish Rally                                       | Jonny Milner                                             | Nicky Beech                                              | Subaru Impreza WRC                                       |                                                          |
| 2005                                                             | 60º Scottish Rally                                       | Mark Higgins                                             | Bryan Thomas                                             | Ford Focus RS WRC                                        |                                                          |
| 2006                                                             | 61º Scottish Rally                                       | Dave Weston                                              | Dave Robson                                              | Ford Focus RS WRC                                        |                                                          |
| 2007                                                             | 62º Scottish Rally                                       | Gary Adam                                                | Gordon Adam                                              | Subaru Impreza                                           |                                                          |
| 2008                                                             | 63º Scottish Rally                                       | Dave Weston                                              | Dave Robson                                              | Ford Focus RS WRC                                        |                                                          |
| 2009                                                             | 64º Scottish Rally                                       | Mike Faulkner                                            | Peter Foy                                                | Mitsubishi Lancer Evo VI                                 |                                                          |
| 2010                                                             | 65º Scottish Rally                                       | David Bogie                                              | Kevin Rae                                                | Mitsubishi Lancer Evolution IX                           |                                                          |
| 2011                                                             | 66º Scottish Rally                                       | Jock Armstrong                                           | Kirsty Riddick                                           | Subaru Impreza                                           |                                                          |
| 2012                                                             | 67º Scottish Rally                                       | David Bogie                                              | Kevin Rae                                                | Mitsubishi Lancer Evolution IX                           |                                                          |
| 2013                                                             | 68º Scottish Rally                                       | Euan Thorburn                                            | Paul Beaton                                              | Ford Focus WRC                                           |                                                          |